# Rudi Kargus
Rudi Kargus est un footballeur allemand né le 15 août 1952 à Worms. Il évoluait au poste de gardien de but.

## Carrière
- 1971-1980 : Hambourg SV  Allemagne
- 1980-1985 : FC Nuremberg  Allemagne
- 1985-1986 : Karlsruher SC  Allemagne
- 1986-1987 : Fortuna Düsseldorf  Allemagne
- 1987-1990 : FC Cologne  Allemagne[1]

## Palmarès
- 3 sélections et 0 but en équipe d'Allemagne entre 1975 et 1977
- Finaliste du Championnat d'Europe des nations 1976 avec l'Allemagne
- Finaliste de la Coupe d'Europe des clubs Champions en 1980 avec Hambourg
- Vainqueur de la Coupe d'Europe des vainqueurs de coupe en 1977 avec Hambourg
- Champion d'Allemagne en 1979 avec Hambourg
- Vice-Champion d'Allemagne en 1976, 1980 avec Hambourg puis en 1989 et 1990 avec le FC Cologne
- Vainqueur de la Coupe d'Allemagne en 1976 avec Hambourg
- Finaliste de la Coupe d'Allemagne en 1974 avec Hambourg puis en 1982 avec le FC Nuremberg